# Ирина Мерлени
Ирина Алексеевна Мерлени (на украински: Ірина Олексіївна Мерлені; също и: Ирини Мерлени, Мельник-Мерлени, Микульчин-Мерлени; родена Мельник; 8 февруари 1982 г., Каменец Подолски, Хмелницка област, Украинска ССР) е украинска състезателка в дисциплината свободна борба; заслужил майстор на спорта. Състезавала се е в категория до 48 кг.

## Спортна кариера
Започва да спортува на четиригодишна възраст, вдигайки гири под наблюдението на баща си, прави коремни преси, упражнения за разтягане, тренира с круша, баща ѝ я закалява с къпане в студена вода. През 1997 г. тя започва да се занимава със свободна борба, но отива на тренировки само две седмици. Баща ѝ, Алексей Владимирович, виждайки, че дъщеря му има сила и добри наклонности, започва да тренира индивидуално с нея, а година по-късно Ирина Мелник печели първия си медал. През 1999 г. завършва хмелницкото училище № 28. После учи в Лвовското училище за физическа култура. През 2004 г. постъпва във Факултета по физическо възпитание на Каменец-Подолския педагогически институт. Тренира и с Николай Тарадай  и Леонид Барсуков.
Мелник сключва фиктивен брак с гърка Мерлени, мести се в Гърция и се състезава за националния отбор на тази държава под името Мерлени.
На 18 февруари 2006 г. тя се омъжва за втори път. Съпруг – майсторът на спорта по свободна борба Андрей Микулчин. Имат син Артур (2006 г.). След сватбата Ирина приема фамилията на съпруга си – Микулчина, но по време на състезанията все още използва фамилията Мерлени, тъй като именно с нея е по-известна и постига най-големите си победи.

## Постижения
- Олимпийска шампионка (Атина, 2004), бронзова медалистка от олимпийски игри (Пекин, 2008); световна шампионка (2000, 2001, 2003), европейска шампионка (2004, 2005).
- На 21 септември 2013 г. тя влиза в Залата на славата на Международната федерация на обединените стилове по борба (FILA).[7]

## Награди
- Орден за заслуги, III степен (18 септември 2004 г.) – за постигане на значителни спортни резултати на XXVIII Летни олимпийски игри в Атина, повишаване на международния престиж на Украйна;[8]
- Орден на княгиня Олга III степен (4 септември 2008 г.) – за постигане на високи спортни резултати на XXIX летни олимпийски игри в Пекин (Китайска народна република), проявена смелост, всеотдайност и воля за победа, повишаване на международния авторитет на Украйна.[9]